# All Shook Up (Cheap Trick)
All Shook Up è il quinto album in studio della rock band Cheap Trick, pubblicato nel 1980 e ripubblicato nel 2006 con l'aggiunta dell'EP "Found All The Parts", pubblicato anch'esso nel 1980.

## Il disco
Il disco è prodotto da George Martin, che dà all'album delle sonorità più sperimentali, sicuramente nuove per la band. Subito dopo l'uscita dell'album, il bassista Tom Petersson annuncia di voler uscire dalla band.

## Tracce
1. Stop This Game — 3:57 —  (Rick Nielsen, Robin Zander)
2. Just Got Back — 2:05 —  (Rick Nielsen)
3. Baby Loves to Rock — 3:17 —  (Rick Nielsen)
4. Can't Stop It But I'm Gonna Try — 3:31 —  (Rick Nielsen)
5. World's Greatest Lover — 4:52 —  (Rick Nielsen)
6. High Priest of Rhythmic Noise — 4:13 —  (Rick Nielsen)
7. Love Comes A—Tumblin' Down — 3:08 —  (Rick Nielsen)
8. I Love You Honey But I Hate Your Friends — 3:50 —  (Rick Nielsen)
9. Go For the Throat (Use Your Own Imagination) — 3:04 —  (Rick Nielsen)
10. Who D'King  2:18 —  (Bun E. Carlos, Rick Nielsen)

### Tracce aggiunte nel 2006
Tra le tracce aggiunte nel 2006 c'è anche la cover di Day Tripper dei Beatles registrata dal vivo.
1. Everything Works If You Let It — 3:29 —  (Rick Nielsen)
2. Day Tripper (live) — 3:41 —  (John Lennon, Paul Mc Cartney)
3. Can't Hold On (live) — 5:55 —  (Rick Nielsen)
4. Such a Good Girl — 3:04 —  (Rick Nielsen)
5. Take Me I'm Yours — 4:34 —  (Rick Nielsen)

## Singoli (Lato A/Lato B)
- (1980) Everything Works If You Let It/Way of the World/Heaven Tonight
- (1980) Stop This Game/Who D'King
- (1980) World Greatest Lover/High Priest of Rhythmic Noise

## Formazione
- Robin Zander — Voce, Chitarra ritmica
- Rick Nielsen — Chitarre, Piano
- Bun E. Carlos — Batteria
- Tom Petersson — Basso